# Campo Marte
El Campo Marte es un campo ecuestre de la Ciudad de México, utilizado para la práctica de los deportes ecuestres y para distintos eventos militares y gubernamentales. Durante los Juegos Olímpicos de México 1968, se constituyó como la sede de las competiciones de equitación. Además fue sede del Campeonato Mundial de Polo de 2008. Está resguardado por el cuerpo de Guardias Presidenciales del Estado Mayor Presidencial de México.
Se encuentra a un costado del Auditorio Nacional, en la avenida Paseo de la Reforma. En su acceso principal hay una escultura del general Joaquín Amaro y en su interior se encuentra una bandera monumental de México de 50 por 28 metros, en un asta bandera de 100 metros de alto. A un costado del mismo se construyó, en 2012 Memorial a las víctimas de violencia en México.

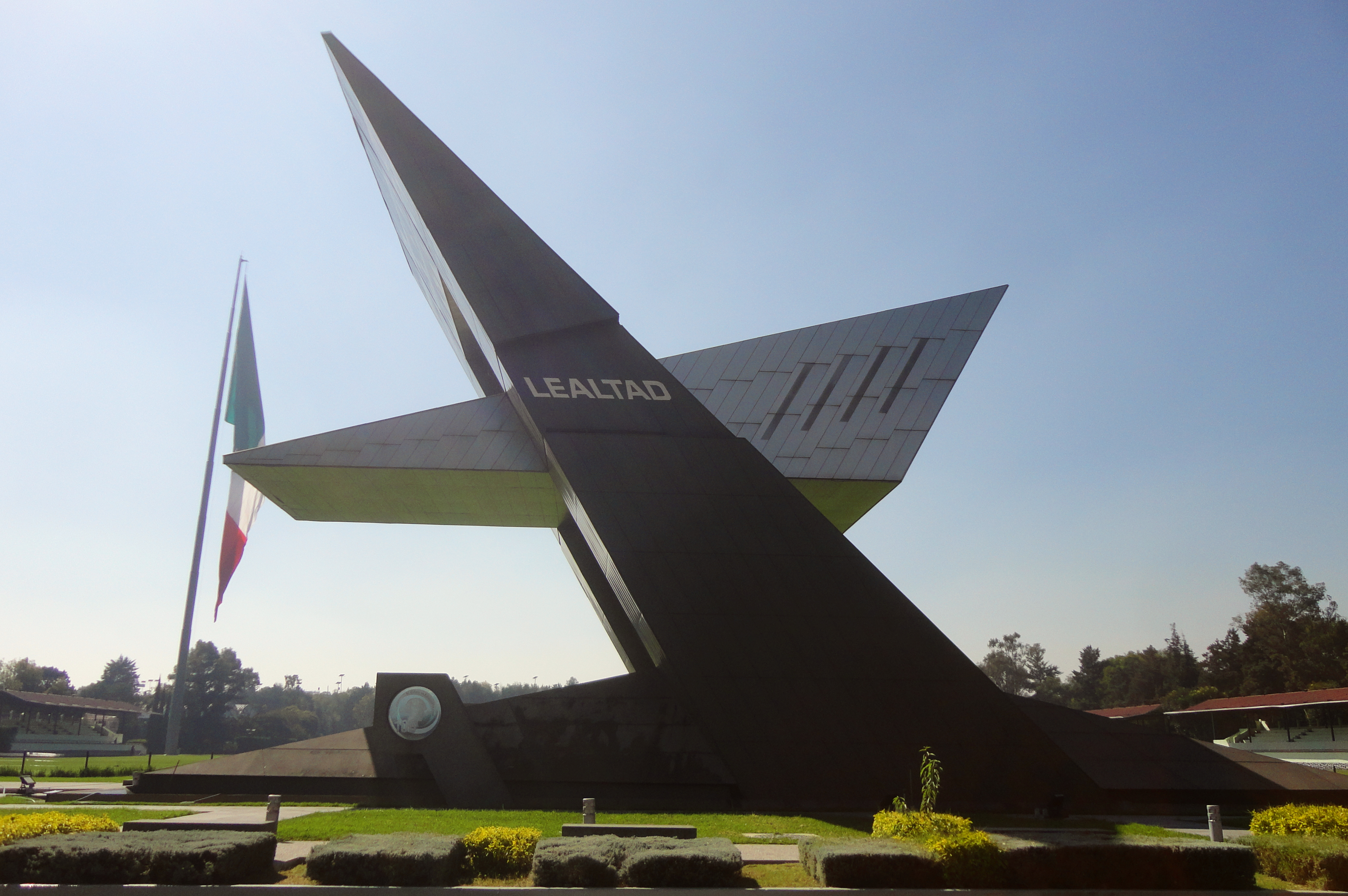
El Monumento Magno Conmemorativo del Centenario del Ejército Mexicano

En el terreno existe un monumento conmemorativo del centenario del Ejército Mexicano. Aunque el Ejército tiene antecedentes del siglo XIX, la fecha oficial de fundación del Ejército moderno es el 19 de febrero de 1913; el día que se emitió el Decreto 1421 en Coahuila. Este denunció la presidencia de Victoriano Huerta y dio al Gobernador de Coahuila, Venustiano Carranza, la capacidad de establecer una fuerza militar para restaurar el orden constitucional.